# Vincent Cochetel
Vincent Cochetel ist seit 1986 französisches Mitglied des Flüchtlingskommissariats der Vereinten Nationen (UNHCR).

## Leben
Seine juristische Ausbildung erhielt Cochetel in Tours und Paris.
Als Leiter eben jenes UN-Flüchtlingshilfswerks (UNHCR) wurde er am 29. Januar 1998 in Nordossetien in Wladikawkas entführt. Die Entführung dauerte 317 Tage an, bis seine Befreiung durch russische Speznas am 12. Dezember 1998 erfolgte, wobei drei Geiselnehmer erschossen wurden. Anschließend wurde Cochetel im Refugees Magazine (No. 114, 1999) interviewt.
Nach seiner Freilassung arbeitete er weiter für das UNHCR. Zuerst in Genf und dann ab 2005 als Stellvertretender Direktor der Abteilung für Internationale Schutzdienste und Leiter des Neuansiedlungsdienstes, bevor er Regionalbotschafter des UNHCR für die Vereinigten Staaten und die Karibik wurde.
Während der Flüchtlingskrise in Europa ab 2015 fungierte er als Flüchtlingskoordinator für das UNHCR und ist seitdem als Sonderbeauftragter des UN-Flüchtlingshilfswerks zuständig für die Mittelmeerregion.